# Flynn Rider
Flynn Rider (de son vrai nom Eugene Fitzherbert) est un personnage de fiction qui apparaît dans le 50e film d'animation de studios Disney, Raiponce (Tangled), abandonné par son père Carter il sera accueilli dans un foyer. Ainsi que dans le court-métrage Le Mariage de Raiponce et dans la série animée à venir. La voix du personnage en version originale (américaine) est réalisée par l'acteur américain Zachary Levi, qui est aussi la voix chantée de Flynn (son duo avec Mandy Moore (VO de Raiponce), dans la chanson Je veux y croire (I See the Light) est la première chanson enregistrée de l'acteur et ses débuts dans la voie musicale). La voix française de Flynn Rider est Romain Duris dans le film, puis Alexis Victor pour le court-métrage et la série d'animation.

## Résumé de l'histoire
Librement inspiré du personnage du Prince dans le conte original des Frères Grimm, Raiponce (Rapunzel), Flynn Rider est un voleur recherché qui trouve refuge dans la tour de la jeune Raiponce alors qu'il est poursuivi pour avoir volé une couronne.
Après l'avoir dûment assommé, Raiponce lui fait du chantage afin qu'il l’emmène « voir les lumières » (envol de lanternes ayant lieu tous les ans dans le royaume) pour son 18e anniversaire et qu'il la ramène (vivante) jusqu'à sa tour, en échange de quoi il pourrait récupérer la couronne volée. Au cours du périple, Flynn change d'état d'esprit en même temps qu'il tombe progressivement amoureux de Raiponce.
Flynn a été imaginé par les réalisateurs Nathan Greno et Byron Howard, parce qu'ils sentaient que Raiponce avait besoin d'un guide pour l'escorter hors de sa tour. Flynn est conçu comme un voleur parfaitement à l'opposé de l'idée qu'on se fait habituellement d'un Prince, c'est un personnage décalé, avec ses imperfections, et très humoristique.
Originellement pensé comme un plouc anglais, Flynn a finalement évolué en personnage typique de cape et d'épée, à la croisée d'Han Solo et Indiana Jones. Les acteurs Errol Flynn (dont le nom a inspiré celui du personnage) et Gene Kelly ont également influencé la personnalité du personnage.
Le personnage de Flynn a reçu des critiques mitigées, les uns adorant son humour rafraîchissant, son côté rebelle et sarcastique le différenciant des autres Princes Disney, les autres le jugeant désagréable et narcissique. Cependant, tant sa relation romantique-comédiesque avec Raiponce que les performances vocales des parties chantées ont été acclamées. Flynn est même considéré comme étant le héros Disney le plus attirant par Vanity Fair, E! et Cosmopolitan.

## Développement du personnage

### Conception
Walt Disney lui-même avait ébauché une tentative d'adaptation du conte des Frères Grimm Raiponce en long-métrage d'animation dans les années 1930 et 1940. Le project a été abandonné car le conte d'origine était à l'époque considéré comme trop court.
Lorsque Nathan Greno et Bryon Howard ont été contactés en 2008 pour réaliser Raiponce (Tangled), ils ont décidé qu'ils allaient « transcender l'échelle du film » pour en faire « quelque chose d'énorme ». Ils ont choisi de moderniser l'histoire pour l'adapter au nouveau public. Dans l'histoire originale, Raiponce tombe amoureuse d'un prince. Dans cette version, Flynn a été conçu pour être un compagnon de route pour « atteindre son objectif »,. Voleur, c'est un véritable anti-héros,.

### Apparence
Greno et Howard voulaient que Flynn soit drôle et sarcastique. C'est un personnage qui ne sait pas vraiment qui il est, il fait ce qui l'amuse.
Le design final de Flynn a été élaboré au cours de sessions appelées « Hot Man Meeting », réunissant une trentaine de femmes travaillant sur Raiponce qui étaient encouragées à amener des photos d'hommes qu'elles trouvaient « plaisants ». L'origine de ces sessions est que les réalisateurs trouvaient le design de Raiponce impressionnant, et ils voulaient que « Flynn soit à la hauteur ». Howard cite l'acteur américain Clark Gable et le footballeur anglais David Beckham parmi les célébrités qui ont influencé les caractéristiques du personnages. Il plaisante : « les employées ont commencé en citant Nathan et moi comme exemple de ce qu'il ne fallait PAS faire. »

### Personnalité
Pour défendre la personnalité de Flynn Rider, Levi explique qu'il a « bon cœur, dans le fond. Cette caractéristique peut être ramenée à la surface grâce à la pureté, l'amour et l'émerveillement de Raiponce ». L'acteur conclut en disant que « ces deux personnages sont très différents, mais finalement ils apprennent beaucoup l'un de l'autre au cours de cette folle aventure. » D'après Colin Covert de Star Tribune, Flynn « a enseigné le courage à Raiponce. » Rob Vaux de Mania.com décrit la relation entre ces deux personnages comme « une alchimie de "complices", avec beaucoup d'espièglerie, où ils s'apprivoisent à leur rythme. » Raiponce convainc Flynn de reprendre son nom de naissance (Eugène Fitzherbert). 
Flynn est donc à la croisée entre l'anti-héros, le héros romantique, de cape et d'épée, de comédie, de conte de fée, d'action : complet et « moderne »,.